# Vélabre
| \| \| |
| Localisation du Vélabre sur une carte topographique simplifiée de la ville de Rome antique avec, à titre indicatif, les empreintes des principaux monuments et les tracés des murs servien et aurélien. |
| |

Le Vélabre (en latin : Velabrum) est le nom donné au quartier de la Rome antique qui occupe la vallée entre le Capitole et le Palatin et qui débouche sur le Tibre, au sud-est de l'Île tibérine. C'est en bordure de cette zone, où il est facile d'accoster, que le premier forum romain, le Forum Boarium (« marché aux bœufs »), a été établi.

## Localisation
À l'origine, le Vélabre devait désigner l'ensemble composé de la vallée du Forum, de la vallée entre le Capitole et le Palatin et également le cours d'eau qui y circule. Peu à peu, le Vélabre ne désigne plus qu'une zone plus restreinte comprise entre le Forum au nord, les pentes du Palatin et le tracé du Vicus Tuscus à l'est, les pentes du Capitole et le Vicus Iugarius à l'ouest et le Forum Boarium au sud.

## Description
Avant son aménagement, le Vélabre est une zone marécageuse régulièrement inondée avec une profondeur d'eau suffisante pour permettre la circulation de petites embarcations. La construction de la Cloaca Maxima, le grand égout de Rome, qui circule au sein du Vélabre, a permis d'assécher la zone afin de la rendre constructible. Toutefois, malgré cet aménagement, le quartier du Vélabre est souvent touché par les plus fortes inondations du Tibre, au moins jusqu'à la fin du Ier siècle où le niveau du sol est rehaussé après le grand incendie sous Néron.
Durant la Rome antique, le Vélabre concentre des activités industrielles et commerciales, notamment dans les domaines du bois, des huiles et des vins. Sa situation, entre le Forum Romanum, le Forum Boarium, le port fluvial et le Pons Sublicius, en font un lieu de passage quotidien important, surtout le long de rues comme le Vicus Tuscus et le Vicus Iugarius. Si on exclut le Forum Boarium des limites du Vélabre, le quartier est relativement pauvre en monuments. Toutefois, c'est dans ce quartier qu'a été construit un des premiers grands centres religieux de la ville, avec les temples jumeaux de Fortuna et Mater Matuta. Une hypothèse y situe le temple d'Auguste, au nord, à proximité du Forum. On peut également citer le tétrapyle de Janus et l'arc des Argentiers qui marque la limite entre le Vélabre et le Forum Boarium.

## Origine du nom
L'étymologie du nom latin Velabrum est incertaine, les auteurs antiques proposent plusieurs explications. Selon une première hypothèse, le terme Velabrum est né de la contraction du terme vehiculabrum qui signifie « lieu où l'on passe en voiture ». En effet, le Vélabre est une zone inondable et lors des crues du Tibre, on ne peut y circuler qu'en voitures. Selon une deuxième hypothèse proposée par Varron, le terme est issu du verbe vehere ou de velaturam facere (« transporter »). Selon Festus, Velabrum tire son nom de la ventilation des grains de blé. Enfin, pour Plutarque, le terme est issu soit du mot velatura (« naviguer à la voile ») parce qu'on traverse le Tibre en bateau à cet endroit, soit de velum, toiles qui couvrent la voie qui mène du Forum Romain au Circus Maximus et traverse le quartier.
Durant le Moyen Âge, le quartier est appelé Velum Aureum ou Velum Avreum, déformations du nom latin.